# Ca Domènech
Ca Domènech, és un edifici neoclàssic de Valls (Alt Camp) protegit com a Bé Cultural d'Interès Local.

## Descripció
Edifici entre mitgeres que fa cantonada amb els carrers Cor de Maria i del Paborde, a més de la façana principal a la muralla de Sant Antoni. És de planta baixa, principal i 2 pisos. A la façana que dona a la muralla hi ha dos portals i una finestra enreixada. A la planta baixa hi ha tres portes rectangulars, una d'elles modificada en finestra. Al principal s'obren 3 balcons, pràcticament sense voladís, emmarcats per estructures en forma d'arc de mig punt. El primer pis el forma una balconada amb barana de forja, sostinguda per tres cartel·les. A la façana principal, a l'altura dels dos últims pisos hi ha pilastres adossades enmig de cada obertura que donen molta plasticitat al conjunt. Hi ha tres obertures rectangulars, formades per carreus regulars i coronades per motllures decorades (damunt de la central hi ha un escut nobiliari). Al segon pis s'obren tres finestres rectangulars amb barana corbada de ferro. L'entaulament està format per una cornisa sostinguda per mènsules amb fulles d'acant, i una barana acabades en capitell corinti. Edifici sòlid de maçoneria arrebossada i pintada.
La façana que dona al carrer Cor de Maria és la més llarga. A la planta baixa hi ha set obertures, encara que quatre són cegues. A l'entresòl hi ha quatre balcons i dues pseudofinestres. Aquestes es repeteixen a les plantes primera, en la que també hi ha 4 balcons, i a la segona. A la darrera planta hi ha cinc finestres. El lateral del carrer de Paborde segueix una composició similar a la del carrer Cor de Maria però amb dues obertures per planta. Tota la façana queda rematada per una cornisa triple motllurada i conjunts de tres impostes en tot el seu perímetre. Finalment hi ha un ampit de mur cec que correspon a la coberta transitable.

## Història
La construcció de l'edifici va iniciar-se l'any 1802 per iniciativa del propietari del terreny Joan Figuerola. El projecte i direcció de l'obra van estar a càrrec de l'arquitecte Ignasi Jordà. La tipologia de l'immoble s'insereix en el conjunt d'edificacions de característiques similar que es troben al Raval de Sant Antoni i que corresponen a l'arquitectura vallenca de mitjan segle xix.